# Papirius Fabianus
Papirius Fabianus est un rhéteur et philosophe romain du Ier siècle. Élève de Quintus Sextius le Père, il fut l'un des maîtres de Sénèque. Il était néo-pythagoricien.
Fabianus fut d'abord rhéteur. Ses maîtres en rhétorique furent Arellius Fuscus et Rubellius Blandus. Sénèque le philosophe appréciait son éloquence et son style sobre et naturel.
Plus tard, il se tourna vers la philosophie.
Il écrivit un grand nombre d'ouvrages de philosophie, d'histoire et de sciences naturelles. Il était, selon Pline l'Ancien qui le cite souvent, « un très bon connaisseur des choses de la nature ».